# Real (Capcir)
Real, o Ral (['ral], estàndard [rə'al], oficialment en francès Réal)) és una comuna nord-catalana de la comarca del Capcir. El terme de Real comprèn dos pobles: Real, cap de la comuna, i Odelló de Real, antigament Odelló de Querramat o de Capcir. Joan Coromines explica el topònim Real, o Ral a partir de la forma Mont-real (muntanya reial), apocopada tardanament en el popular Ral i el culte Real, procedent del ètims llatins de montem i regales.

## Geografia

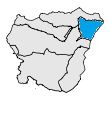
Situació de la comuna de Real en el Capcir

El terme comunal de Real, de 104.500 hectàrees d'extensió és situat a prop de l'extrem nord-est d'aquesta comarca. És al límit, pel nord-est amb el parçan del País de Salt, comunes d'Escolobre i El Bosquet (País de Salt), mentre que la resta de termenals, nord, oest i sud són amb dues altres comunes capcineses, Formiguera i Puigbalador. A l'est limita amb la comuna conflentina de Censà. És el terme de menys extensió i població del Capcir.
La franja occidental del terme és a la plana que s'estén a la dreta de l'Aude, bona part coincidint amb la riba oriental de l'Embassament de Puigbalador. Els altres dos terços de territori són els costers occidentals de la serra que separa el Capcir del Conflent, que inclou, de nord a sud, al sud-est del Coll dels Gavatxos, el Serrat de l'Ós, de 2.290 m alt, el Roc del Cosconer, el Puig de l'Esquena d'Ase, de 2.004,9, i la carena que en davalla a tocar del Coll de Censà, a 1.771. Són els contraforts occidentals i sud-occidentals del Madres. El punt més alt del terme és a l'extrem nord-est, al trifini amb Censà i El Bosquet, que és a 2.349,9 m alt.
El límit nord de la comuna, termenal amb Puigbalador, és el curs del Rec del Roc Marí, fins que, en el tros final, el termenal se'n separa i va a cercar el darrer tram de la carena que davalla del Serrat Gros de les Clotes. El límit meridional, amb Formiguera, és el curs del Rec de l'Oriola, i l'occidental, el curs de l'Aude, llevat de l'extrem sud-occidental del terme és un apèndix sense límits naturals que s'endinsa com una falca en el terme de Formiguera. El punt més baix de tot el terme és al nord-oest, al Pont de la Farga, a la llera de l'Aude, que fa 1.382,6 m alt. El poble de Real és a 1.428,6, i el d'Odelló, a 1.502,6.
Termes municipals limítrofs:
|            | Puigbalador | Escolobre i El Bosquet (País de Salt) |
|            |             | Censà (Conflent)                      |
| Formiguera |             |                                       |

### El poble de Real

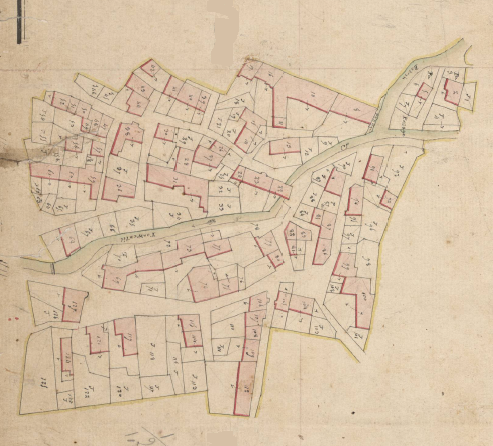
El poble de Real en el Cadastre Napoleònic del 1812 (Arxius Departamentals dels Pirineus Orientals, ADPO)

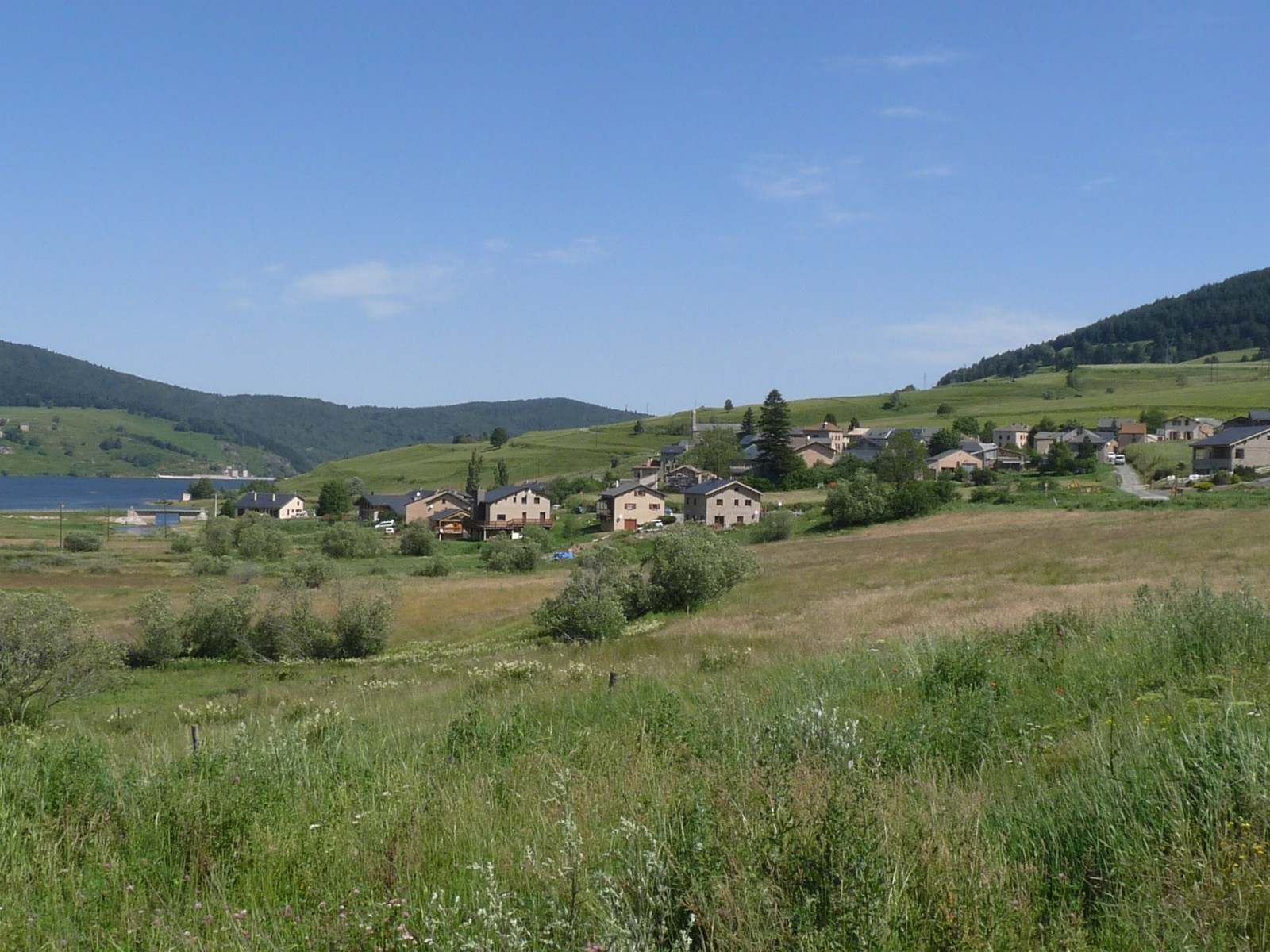
El poble, des del sud

Real és a la dreta de l'Aude, a la riba dreta de la cua de l'Embassament de Puigbalador, a l'extrem sud-occidental de la seva comuna. És un poble agrupat situat a banda i banda del Rec de Torrentell, just a ponent de la confluència en aquest rec del Rec de la Faguera. L'església de Sant Romà de Real, amb el cementiri al seu costat nord, és a poca distància al nord del nucli de població, una vintena de metres més enlairada.

### Odelló de Real, de Querramat, o de Capcir

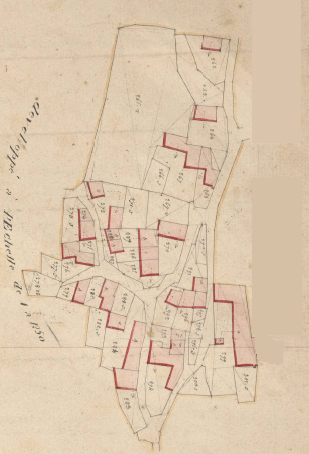
Odelló de Real en el Cadastre Napoleònic del 1812 (ADPO)

El poble d'Odelló de Real, o de Querramat, o de Capcir, és a 1,5 km al nord del de Real, a la dreta de l'Embassament. És sensiblement més petit que Real, pràcticament organitzat en tres carrers, un d'ells la carretera mateixa. No té església pròpia.

### Querramat
L'antic territori de Querramat es troba repartit a banda i banda de l'Aude al nord del poble de Real. Actualment és migpartit entre les comunes de Real (el sector sud-est, a la dreta del riu) i Puigbalador (el sector nord-oest, a la seva esquerra). En aquest sector hi ha actualment, ocupant la vall del riu, l'Embassament de Puigbalador.

## Transports i comunicacions
Pel terme de Real tan sols passen dues carreteres departamentals, a més d'una tercera que només frega el terme comunal en el seu extrem nord-oest. Aquesta darrera és la D - 118, que en el Pont de la Farga passa pel termenal entre Puigbalador i Real. D'altra banda, hi ha la D - 32e (D - 32, a Formiguera - Odelló, que en un breu recorregut de 2,3 quilòmetres des de la D - 32 mena en 500 metres a Real i en 1,8 més a Odelló.
Finalment, la carretera D - 4g (Formiguera - Real) uneix la capital del Capcir amb Vilanova de Formiguera i Real en poc menys de quatre quilòmetres uneix les tres poblacions esmentades. La ruta de Puigbalador, que passa per la resclosa de l'Embassament de Puigbalador, no és una carretera departamental.
Ni Real ni Odelló no tenen cap mena de transport públic regular, llevat del transport a la demanda (TAD), que permet enllaçar amb Formiguera, per on passa la línia 261, la qual enllaça amb la 260 per tal d'anar cap a Perpinyà, i fa el traçat de Montlluís a Formiguera passant per la Llaguna, els Angles i Matamala. Cobreix tres serveis diaris en cada direcció, i un de sol el diumenge i dies de festa.

## Demografia
Real és la tretzena entitat municipal amb menys població dels Països Catalans, la desena de la Catalunya del Nord.

La població està expressada en nombre de focs (f) o d'habitants (h)
| 11 f | 8 f | 48 f | 38 f | 326 h | 337 h | 337 h | 64 f |

(Font: Pélissier, 1986
Notes:
- 1378: dels quals, 9 f per a Real i 2 f per a Odelló de Capcir;
- 1515: dels quals, 8 f per a Real I 1 f per a Odelló;
- 1553: comptat amb Puigbalador;
- 1709: per a Real i Odelló;
- 1720: dels quals, 9 f per a Odelló;
- 1788: per a Real i Odelló;
- 1789: per a Real i Odelló.

| Evolució de la població |      |      |      |      |      |      |      |      |
| 1793                    | 1800 | 1806 | 1821 | 1831 | 1836 | 1841 | 1846 | 1851 |
| 250                     | 356  | 374  | 314  | 345  | 358  | 339  | 335  | 348  |

| 1856 | 1861 | 1866 | 1872 | 1876 | 1881 | 1886 | 1891 | 1896 |
| ---- | ---- | ---- | ---- | ---- | ---- | ---- | ---- | ---- |
| 313  | 311  | 280  | 286  | 248  | 257  | 276  | 253  | 254  |

| 1901 | 1906 | 1911 | 1921 | 1926 | 1931 | 1936 | 1946 | 1954 |
| ---- | ---- | ---- | ---- | ---- | ---- | ---- | ---- | ---- |
| 241  | 247  | 258  | 230  | 208  | 182  | 160  | 173  | 128  |

| 1962 | 1968 | 1975 | 1982 | 1990 | 1999 | 2004 | 2009 | 2014 |
| ---- | ---- | ---- | ---- | ---- | ---- | ---- | ---- | ---- |
| 99   | 71   | 53   | 44   | 25   | 31   | 41   | 42   | 61   |

| 2016 |
| ---- |
| 65   |

Fonts: Ldh/EHESS/Cassini fins al 1999, després INSEE a partir deL 2004

Evolució de la població 1962-2008

## Administració i política

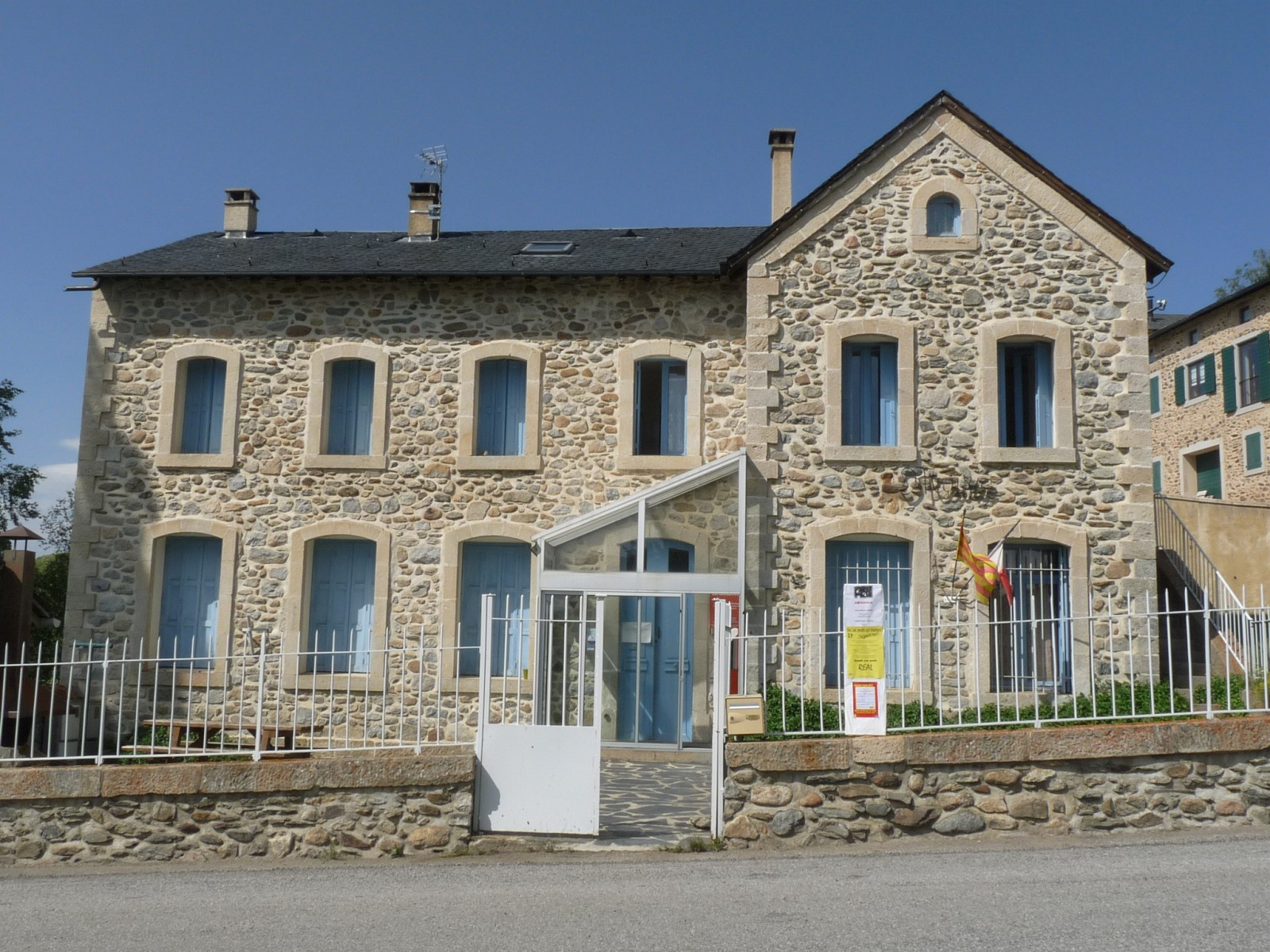
La Casa del Comú de Real

Batlles
| Alcalde         | Període                       |
| --------------- | ----------------------------- |
| Claudie Barnole | Març del 2001 - Març del 2008 |
| Jacques Galtie  | Març del 2008 - Març del 2014 |
| Jean-Luc Seguy  | Març del 2014 - Moment actual |

### Legislatura 2014 - 2020
Batlle
- Jean-Luc Seguy.

Adjunts al batlle
- 1r: Jean-Claude Bey
- 2a: Stéphanie Prudentos.

Consellers municipals
- Patrick Llense
- Michaël Rey
- Marie Roquelaure
- Gilbert Villarem.

´

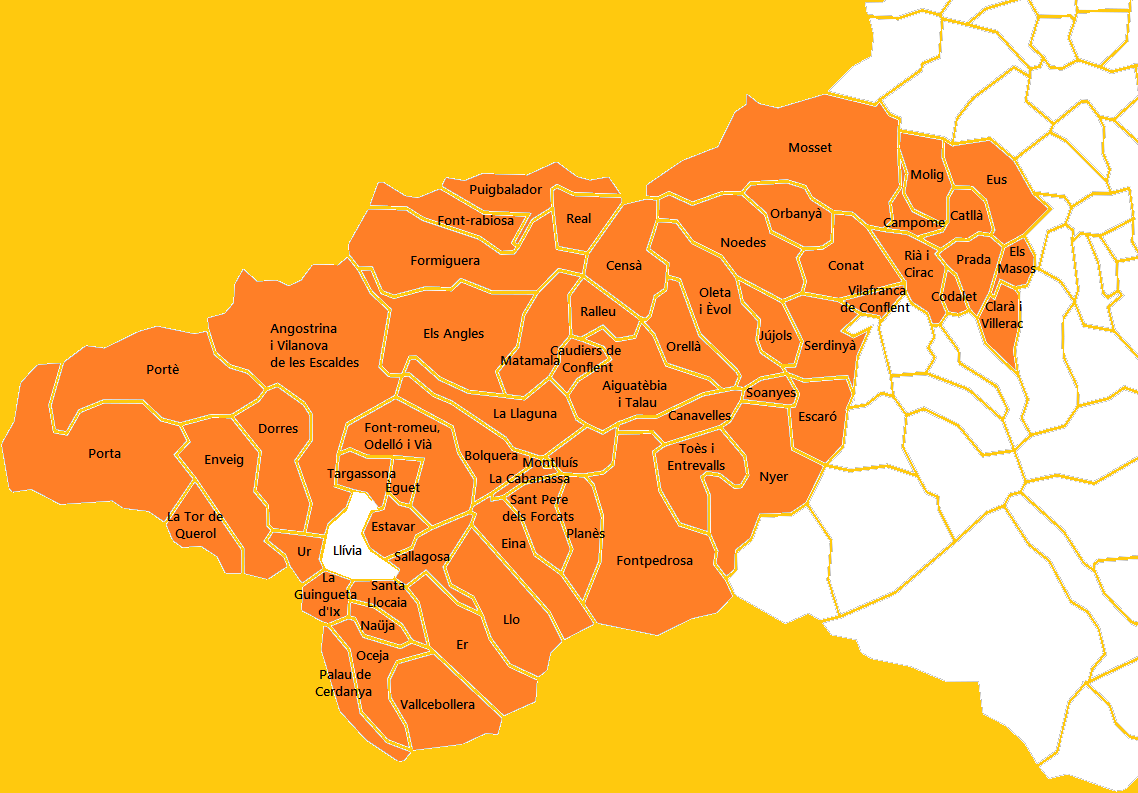
Mapa del Cantó dels Pirineus Catalans

A les eleccions cantonals del 2015 Puigbalador ha estat inclòs en el cantó número 13, dels Pirineus Catalans, que inclou els pobles d'Angostrina i Vilanova de les Escaldes, Bolquera, Dorres, Èguet, Eina, Enveig, Er, Estavar, Font-romeu, Odelló i Vià, la Guingueta d'Ix, Llo, Naüja, Oceja, Palau de Cerdanya, Porta, Portè, Sallagosa, Santa Llocaia, Targasona, la Tor de Querol, Ur i Vallcebollera, de la comarca de l'Alta Cerdanya, els Angles, Font-rabiosa, Formiguera, Matamala, Puigbalador i Real, de la del Capcir, i les viles de Montlluís, Prada i Vilafranca de Conflent i els pobles d'Aiguatèbia i Talau, la Cabanassa, Campome, Canavelles, Catllà, Caudiers de Conflent, Censà, Clarà i Villerac, Codalet, Conat, Escaró, Eus, Fontpedrosa, Jújols, la Llaguna, Els Masos, Molig, Mosset, Noedes, Nyer, Oleta i Èvol, Orbanyà, Orellà, Planès, Ralleu, Rià i Cirac, Sant Pere dels Forcats, Sautó, Serdinyà, Soanyes i Toès i Entrevalls, de la del Conflent, amb capitalitat a Prada. Són conselleres per aquest cantó Jean Castex i Hélène Josende, de la Unió de la Dreta.

### Serveis comunals mancomunats
Real forma part de la Comunitat de comunes dels Pirineus Catalans, amb capitalitat a la Llaguna, juntament amb Aiguatèbia i Talau, els Angles, Bolquera, la Cabanassa, Caudiers de Conflent, Censà, Eina, Font-romeu, Odelló i Vià, Font-rabiosa, Formiguera, la Llaguna, Matamala, Montlluís, Planès, Puigbalador, Ralleu, Sant Pere dels Forcats i Sautó.

## Ensenyament i cultura
Ni Real ni Odelló no disposen actualment d'escola pública, atesa la poca població que hi resideix. Els infants d'aquesta comuna poden anar a l'escola maternal als Angles, Bolquera, la Cabanassa, Fontpedrosa, Oleta, Matamala, Montlluís o Rosa; pel que fa a l'escola primària, les poblacions on poden anar són els Angles, Formiguera, la Llaguna, Matamala, Montlluís o Queragut. Els col·legis per a cursar la secundària i els liceus per al batxillerat són els de Font-romeu.